# Hauerbuckel
Ein Hauerbuckel ist im Klempnerhandwerk ein Formteil aus Blech in Form eines Hütchens zur Abdeckung von Befestigungslöchern in Blechabdeckungen von bewitterten Bauteilen. In manchen Gegenden werden fälschlicherweise auch Spenglerschrauben als Hauerbuckel bezeichnet, da diese heute einen ähnlichen Zweck erfüllen.

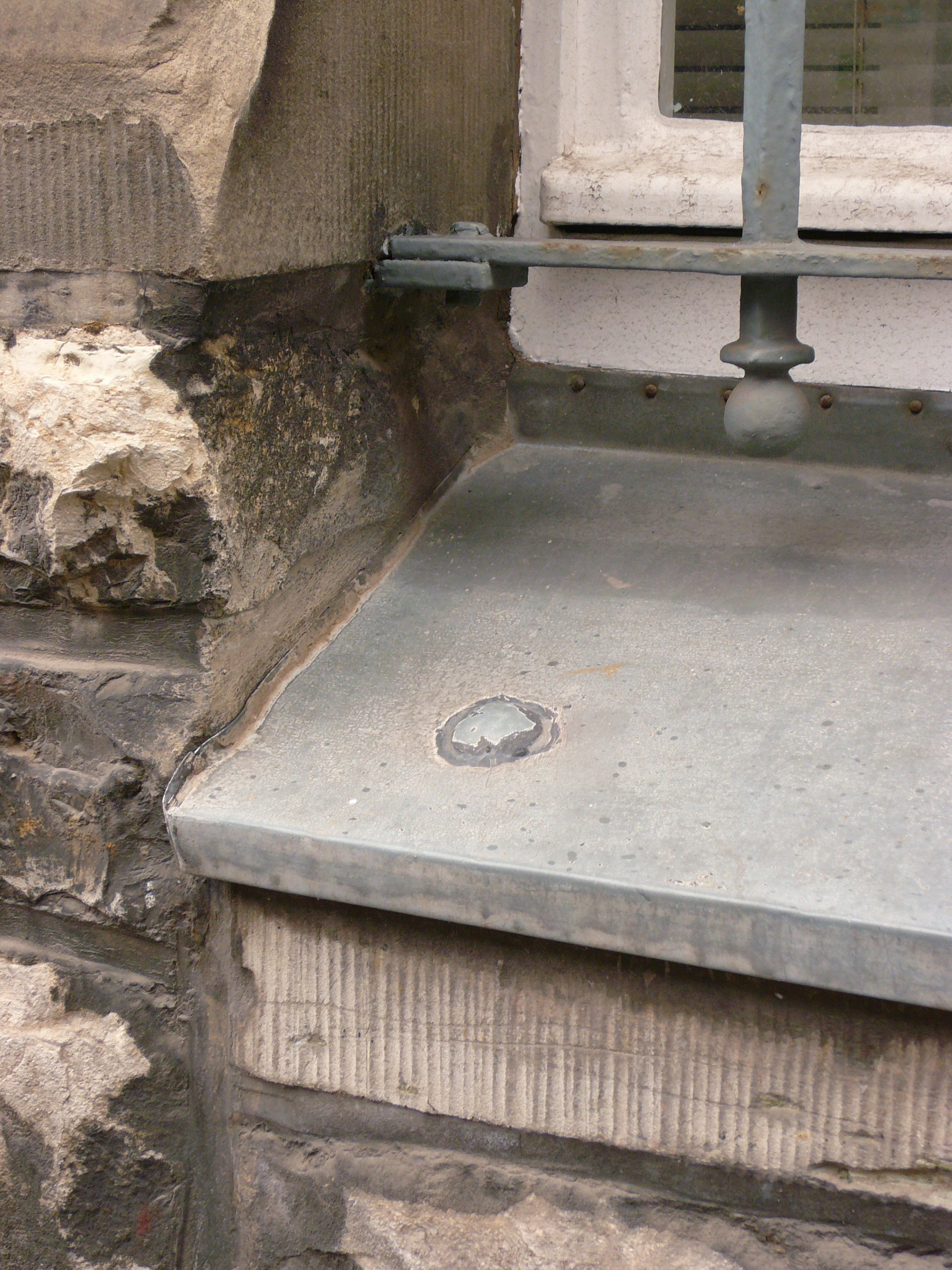
Hauerbuckel auf einer Fensterbank

## Beschaffenheit
Hauerbuckel sind kleinformatige Blechformteile aus dem Material des zu befestigenden Bleches, meist aus Zink- oder Kupferblech. Sie sind möglichst flach und besitzen einen nach außen gerichteten schmalen, ebenen Rand, mit dem sie auf das zu befestigende Blech aufgelötet werden.

## Verwendung
Bei der direkten Befestigung von Blechen auf Mauer- oder anderen Bauteilen entsteht durch das Befestigungselement wie Schraube, Niet oder Drahtschlaufe ein Loch in der Blechabdeckung. Bei bewitterten Bauteilen sind deshalb Maßnahmen erforderlich, die das Eindringen von Wasser verhindern. Bei ausschließlicher Verwendung von Schrauben mit Dichtungsringen oder Dichtnieten kann es wegen der thermischen Längenänderungen der befestigten Bleche und wegen der Bewitterung nach einiger Zeit zu Undichtigkeiten im Bereich der Befestigung kommen. Die regendichte Abdeckung der Befestigung mit einem aufgelöteten Hauerbuckel ermöglicht eine vergrößerte Blechbohrung und damit eine geringfügige Bewegung des Bleches trotz direkter Befestigung. 

### Geschichte
Als Hauerbuckel wurden in früheren Zeiten oft eingeschlagene, meist verzinkte sogenannte 'Dachpappennägel" (Nägel mit breitem, flachen Kopf) benutzt. Oft wurden unter dem zu befestigenden Blech Drähte an den Hauerbuckeln (oder Dachpappennägeln) angebracht, welche z. B. bei Rohbauten an im Mauerziegel eingeschlagenen Nägeln befestigt wurden. Nägel und Draht wurden dann eingeputzt.
Die Befestigungen mit Hauerbuckel-Abdeckungen sind jedoch nur bei geringen thermischen Längenänderungen und damit bei kleinformatigen Blechen sicher. Sie wurden besonders bei älteren Blechabdeckungen von Fensterbänken, Gesimsabdeckungen und kleineren gemauerten Balkonbrüstungen bis in die 60er Jahre verwendet und sind heute überwiegend durch Befestigungen mit Haften oder indirekte Befestigungen ersetzt, wobei sich der Begriff Hauerbuckel auch auf spezielle Schrauben aus Kupfer oder anderen Metallen erhalten hat, welche kein Regenwasser durchlassen.